# 오스본 레이놀즈
오스본 레이놀즈(Osborne Reynolds) FRS(1842년 8월 23일 – 1912년 2월 21일)는 아일랜드 태생[1][2][3] 영국[4] 유체 역학 이해 분야의 혁신가였다. 이와 별도로 고체와 유체 사이의 열 전달에 대한 그의 연구는 보일러 및 응축기 설계를 개선했다. 그는 현재 맨체스터 대학교라고 부르는 곳에서 평생 경력을 보냈다.

## 유체 역학

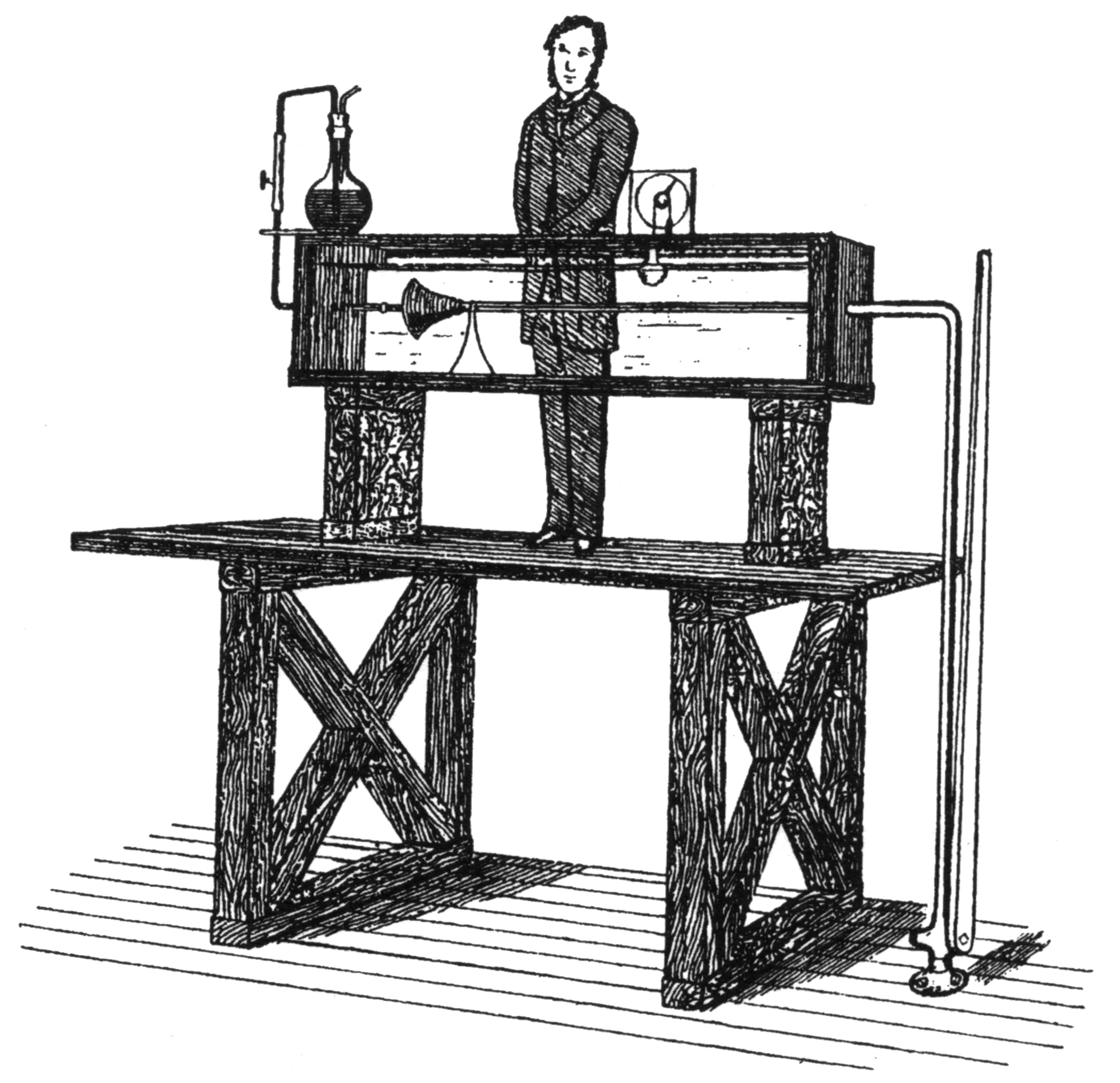
파이프의 유체역학에 관한 레이놀즈의 실험

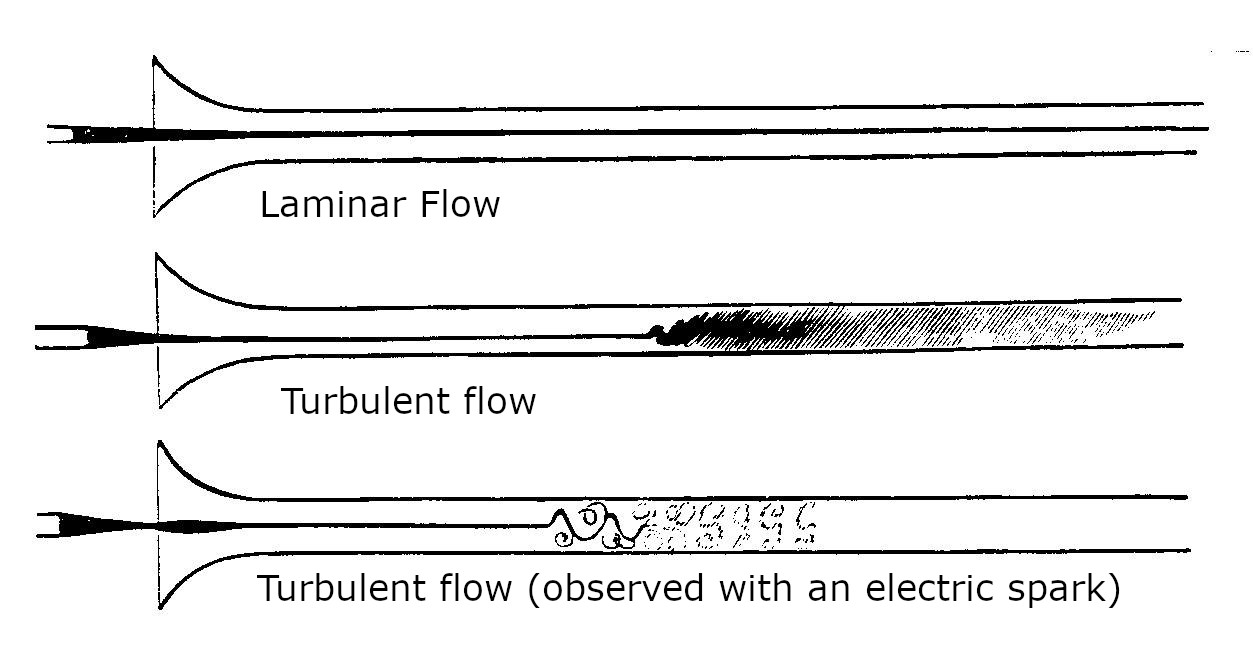
실험에서 흐름의 본질에 대한 레이놀즈의 관찰

레이놀즈는 파이프 내 유체 흐름이 층류에서 난류로 전환되는 조건을 연구한 것으로 가장 유명하다.
이러한 실험을 통해 동적 유사성을 나타내는 무차원 레이놀즈 수(점성력에 대한 관성력의 비율)가 나왔다.

## 다른 작업
레이놀즈가 1880년대에 연구한 주제 중 하나는 팽창성 재료를 포함한 알갱이 재료의 특성이었다.

## 같이 보기
- 층밀림 늘기
- 파레이어스-린드크비스트 효과